# Kosai
Kosai (湖西市, Kosai-shi) est une ville située dans la préfecture de Shizuoka, au Japon.

## Géographie

### Situation
La ville de Kosai est située à l'extrême sud-ouest de la préfecture de Shizuoka, sur l'île de Honshū, au Japon.

### Démographie
En septembre 2019, la population de la ville de Kosai était de 59 733 habitants, répartis sur une superficie de 86,56 km2.

### Hydrographie
Kosai est bordée par la mer d'Enshū au sud et le lac Hamana à l'est.

## Histoire
Kosai a été créée le 1er janvier 1972 de la fusion des villages de Washizu, Iride, Shirasuka et Chibata. Le 23 mars 2010, le bourg d'Arai est intégré à la ville.

## Économie
Les activités économiques de la ville de Kosai sont la pêche et l'automobile. 

## Culture locale et patrimoine

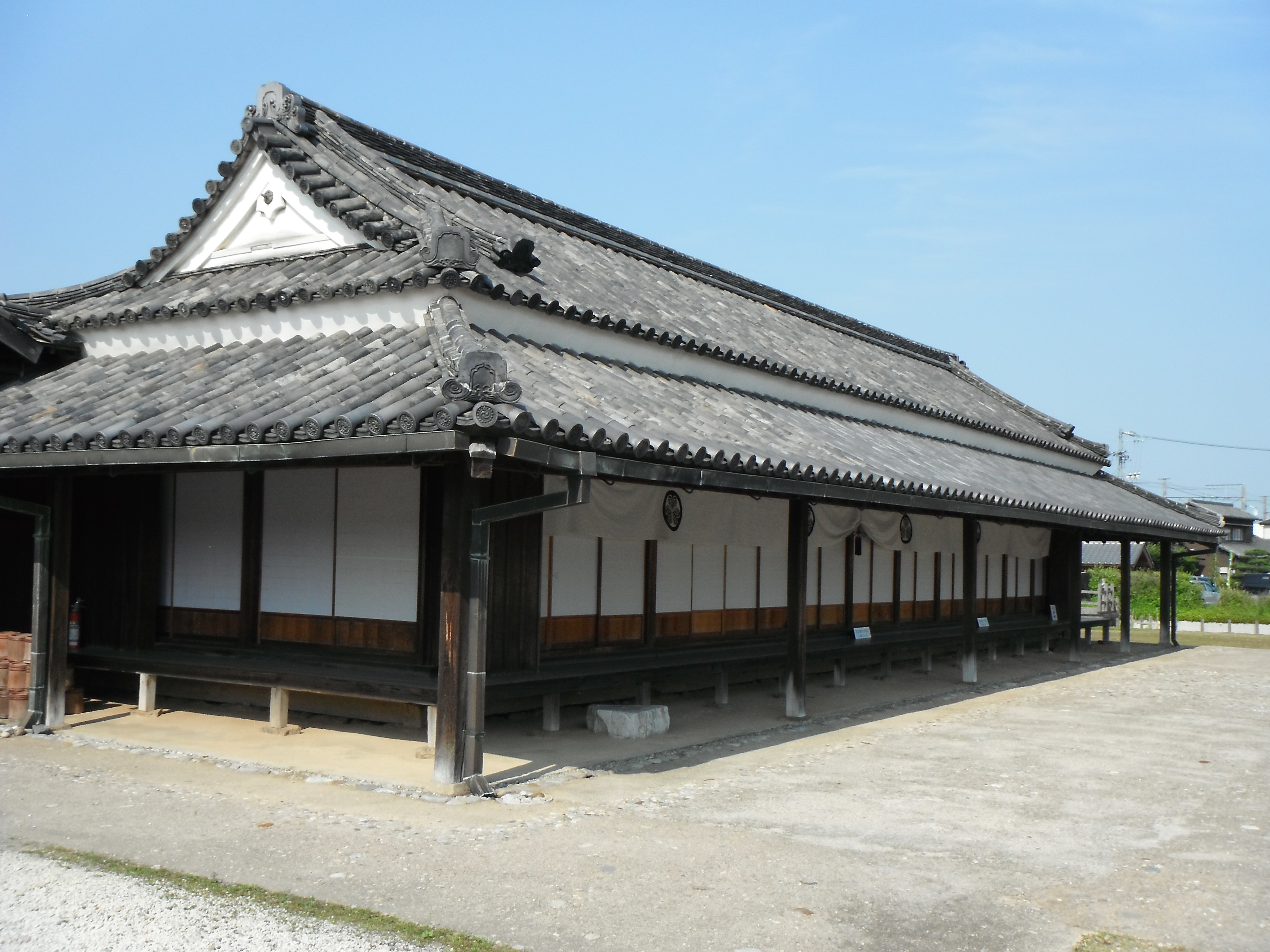
La barrière Arai.

Kosai héberge le musée de l'ancienne barrière Arai.

## Transports
Kosai est desservie par les lignes ferroviaires Tōkaidō et Tenryū Hamanako qui se rencontrent à la gare de Shinjohara.

## Symboles municipaux
Les symboles municipaux de Kosai sont le pin et le gardénia.

## Jumelage
Kosai est jumelée avec :
- Geraldton (Australie)

## Personnalités liées à la municipalité
- Sakichi Toyoda (1867-1930), industriel
- Yasuji Miyazaki (1916-1989), nageur